# 나이시노카미케 주나곤

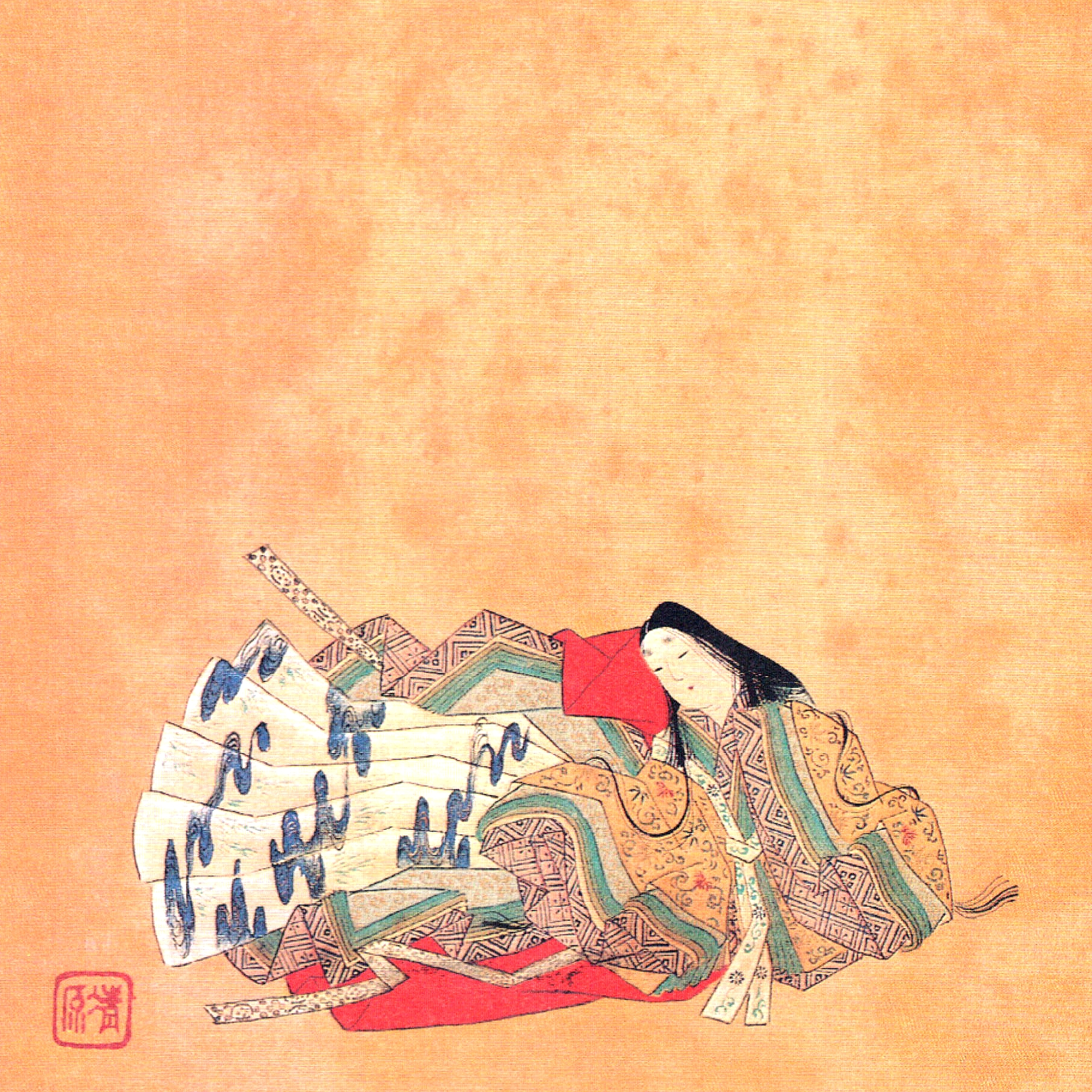
고사가인노 츄나곤노텐지 - 간분 연간. 키요하라 유키노부 그림

나이시노카미케 츄나곤(일본어: 尚侍家中納言 ないしのかみけちゅうなごん[*], 생몰년 미상)은 가마쿠라 시대의 여류 가인이다. 뇨보36가선의 한 사람이다. 후지와라 북가 고토류 우다이벤 후지와라노 미츠토시 (하무로 미츠토시. 법호 진관)의 딸로, 이름은 후지와라노 치카코/신시 (藤原親子)이다. 함께 칙선가인인 대승도 정원(定円), 타카츠카사인노 소치는 형제자매 관계이다. 고사가인노 츄나곤노텐지(後嵯峨院中納言典侍)로도 불리기도 한다.

## 약력
고사가 천황의 텐지로 출사하였고, 아버지 미츠토시나 정3위 토모이에 (후지와라노 토모이에) 등과 함께, 미코히다리파에의 대항 세력을 형성하였다. 『쇼쿠고센와카슈(続後撰和歌集)』 이후의 칙찬집, 우타아와세 등에 작품을 남겼다. 1278년 (고안 원년)의 『고안백수(弘安百首)』에 영진하고 있어, 이 시점에서 건재했음을 알 수 있다.

## 일화
- 토모이에를 비롯한 로쿠죠 후지와라가와 아버지 미츠토시 등이 중심이 되어 최행 하여, 「반미코히다리파의 기올림(反御子左派の旗あげ)」이라고도 하는 『春日若宮社歌合』에 참가하여 2승 1무의 평가를 얻었다.

　　左 勝
尚侍家中納言
ふみつくる跡見まほしき人はこで さもいたづらにつもる雪かな

— 『春日若宮社歌合』 雪 十二番

## 작품

### 칙찬집
| 가집명           | 작자명 표기            | 가수 | 가집명         | 작자명 표기                   | 가수 | 가집명           | 작자명 표기       | 가수 |
| ---------------- | ---------------------- | ---- | -------------- | ----------------------------- | ---- | ---------------- | ----------------- | ---- |
| 쇼쿠고센와카슈   | 나이시노카미케 츄나곤  | 3    | 쇼쿠코킨와카슈 | 츄나곤                        | 10   | 쇼쿠슈이와카슈   | 텐지 치카코노아손 | 9    |
| 신고센와카슈     | 텐지 치카코노아손      | 6    | 교쿠요와카슈   | 텐지 후지와라노 치카코노 아손 | 1    | 쇼쿠센자이와카슈 | 텐지 치카코노아손 | 2    |
| 쇼쿠고슈이와카슈 | 텐지 치카코노아손      | 1    | 후가와카슈     |                               |      | 신센자이와카슈   | 텐지 치카코노아손 | 1    |
| 신슈이와카슈     | 텐지 후지와라노 치카코 | 1    | 신고슈이와카슈 |                               |      | 신쇼쿠코킨와카슈 | 고사가인노 츄나곤 | 1    |

### 테이스이카ㆍ우타아와세
| 명칭               | 시기                   | 작가명 표기           | 비고                         |
| ------------------ | ---------------------- | --------------------- | ---------------------------- |
| 春日若宮社歌合     | 1246년 (간겐 4년) 12월 | 나이시노카미케 츄나곤 | 츄나곤제(弟)와 대결. 2승 1무 |
| 九月十三夜百首歌合 | 1256년 (겐초 8년)      | 인노츄나곤            |                              |
| 八月十五夜歌合     | 1265년 (분에이 2년)    |                       |                              |
| 弘安百首           | 1278년 (고안 원년)     |                       |                              |

### 사가집
- 가집은 현재 전존하지 않다.

## 같이 보기
- 하무로 미츠토시
- 뇨보36가선
- 고사가 천황